# Спидола (подводная лодка)
«Спи́дола» — вторая в серии из двух торпедных подводных лодок проекта «Луар-Симонэ» (фр. «Loire-Simonet»), построенных во Франции для ВМС Латвии в 1925—1927 годах. Вскоре после вхождения Латвии в СССР субмарина была зачислена в состав Балтийского флота.

## История создания
Субмарина строилась на верфи «Ателье э Шантье Огюстен Норман» (фр. «Ateliers et Chantiers Augustin Normand») в Гавре. В 1926 году лодка была спущена на воду, а в 1927 году вошла в состав флота Латвии под именем «Спидола» (латыш. Spīdola — имя героини латышского эпоса о Лачплесисе).

## История службы
- 25 июля 1940 года вошла в состав Балтийского флота ВМФ СССР.
- До обороны Либавы в июне 1941 года проходила ремонт на заводе «Тосмаре». По одной версии на лодках шла замена торпедных аппаратов с 450-мм на 533-мм. По другой версии корабли были исправны, но необычность конструкции лодки и недостаток латышских специалистов не позволили советскому экипажу освоить управление и эксплуатацию.
- 23 июня 1941 года взорвана при эвакуации из города.
- В 1942 году поднята немцами, разделана на металл.

## Командиры
- Н. Грининьш
- O. Родиньш
- А. K. Бергс
- K. Калацис